# Lethe fasciata
Lethe fasciata är en fjärilsart som beskrevs av Adalbert Seitz 1907. Lethe fasciata ingår i släktet Lethe och familjen praktfjärilar. Inga underarter finns listade i Catalogue of Life.